# Quellón (comuna)
Quellón es una comuna chilena ubicada en la provincia de Chiloé, en la Región de Los Lagos. Según el censo de 2017, tiene una población de 27.192 habitantes.
Está situada en el archipiélago de Chiloé. Es la comuna más grande de la provincia, ocupando aproximadamente un 35 % del territorio. Su capital es la ciudad de Quellón, que es el último asentamiento urbano de importancia en Chiloé, viniendo desde el norte (vía Chacao).
Limita al norte con las comunas de Chonchi y de Queilén; y al sur, este y oeste con el océano Pacífico.

## Historia
Su nombre puede provenir de la palabra en mapudungun külon, que es el nombre que recibe el arbusto llamado maqui en español. Otra posibilidad es que proceda de alguna palabra relacionada con kellun, "ayudar" y así, en muchas obras que recogen etimologías de topónimos chilenos, se indica que la traducción de Quellón sería "lugar de auxilio".
La zona estuvo habitada por indígenas chonos y posteriormente por payos. A fines de la época colonial, se entregaron títulos realengos a varios caciques huilliches que habitaban la zona. A fines del siglo XIX existía solamente el caseríos conocido posteriormente como Quellón Viejo.
El pueblo de Quellón fue fundado en 1905 por la Compañía Destilatoria Quellón, que extraía alcohol de la madera de los extensos bosques existentes en esa época. La compañía, asimismo dedicada a la producción de carbón vegetal y acetona, construyó una corta línea ferroviaria de trocha angosta para el transporte de la madera desde el bosque hasta el puerto. Merced al destilatorio la ciudad experimentó un gran auge, y en 1911 recibe la calidad de comuna incorporando también a su jurisdicción el archipiélago de Guaitecas. No obstante, en 1952 el destilatorio fue cerrado por falta de mercado. Durante muchos años Quellón estuvo aislado del resto de la isla, comunicándose solo por vía marítima. Sin embargo, desde hace más de 40 años quedó conectado al resto del país y América a través de la Carretera Panamericana, transformándose, precisamente, en su punto más austral o "Hito 0". La construcción de la Panamericana fue terminada en 1966.
Hasta el terremoto de 1960 la mayoría de la población vivía al bordemar donde había muchos palafitos, pero casi todos fueron destruidos por el terremoto y el tsunami. Después, la población se trasladó a la parte alta de la ciudad donde fueron construidas nuevas casas y calles.

## Geografía

### Geomorfología
La comuna de Quellón se encuentra emplazada en las unidades geomorfológicas de Cordillera de la costa con tectónica de hundimiento y Planicie marina o fluviomarina.
El territorio de la comuna está en el extremo sur de la Isla Grande de Chiloé y abarca alrededor de una tercera parte de la superficie insular, aunque la población es escasa porque la mayor parte del terreno está cubierto de bosques muy densos permitiendo así la creación de reservas privadas como el Parque Tantauco y el Parque el Pudú.  Además pertenecen a la municipalidad las islas Cailín, Coldita, Laitec, San Pedro, Chaullín, Guafo y las islas deshabitadas del grupo Esmeralda y el grupo formado por Quilán y varios islotes.

### Clima
Presenta según la clasificación climática de Köppen clima templado lluvioso (Cfb) y clima templado lluvioso frío (Cfc).

### Hidrología
Esta comuna se halla en la cuenca hidrográfica de Islas de Chiloé y Circundantes. Además, la comuna posee diversos cuerpos de agua, entre los que se destacan el lago Ralihueno, lago Renihue, lago Salmon, lago San Antonio, lago Todos Los Santos, lago Tres Marías y lago Yaldad, laguna Cheigua, laguna Chiguata, laguna de Chaiguaco, laguna Emerenciana, laguna Estete, laguna Interlake y laguna Noemi; y río Aguas Muertas, río Asasao, río Ayentema, río Caleta Buena, río Catiao, río Chadmo, río de La Zorra, río Grande, río Huenocoihue, río Inio, río Mañio, río Medina, río Mirador, río Molulco, río Natri Pangal, río Pabellón, río Quilanlar, río San Antonio, río Sur, río Torrentoso y río Yaldad.

## Medio ambiente

Trazado simplificado de los ecosistemas y cuerpos de agua presentes en la comuna de Quellón.

### Componentes bióticos
Dentro del territorio de la comuna se pueden hallar los siguientes ecosistemas:
- Bosque resinoso templado costero donde predominan Pilgerodendron uvifera y Tepualia stipularis (Preocupación menor)
- Bosque siempreverde templado interior donde predominan Nothofagus nitida y Podocarpus nubigenus (Preocupación menor)

### Medidas de protección ambiental y conflictos socioambientales
Hasta 2022, la comuna de Quellón cuenta con las siguientes zonas que poseen algún nivel de protección ambiental:
- Chaiguata (Sitios Ley 19.300)[14]
- Complejo Turberas Chiloé Central (Sitios ERB)[15]
- Conociendo el Bosque (Iniciativa de Conservación Privada)[16]
- Humedal Estero Quellón (Humedal urbano)[17]
- Isla Guafo (Sitios ERB)[18]
- Islas Quilan (Bien Nacional Protegido)[19]
- Parque El Pudu (Iniciativa de Conservación Privada)[20]
- Parque Tantauco (Iniciativa de Conservación Privada)[21]
- Parque Tepuhueico (Iniciativa de Conservación Privada)[22]
- Santuario de la Naturaleza Turberas de Punta Lapa (Santuario de la Naturaleza)[23]

## Demografía

### Localidades
La mayor parte de la población reside en el radio urbano de Quellón, pero además existen importantes villorrios en Auchac, Compu, Huildad, Chadmo, Coínco y Yaldad a la orilla de esteros y el asentamiento de Inío, en la desembocadura del río del mismo nombre, en la costa sur de la isla y sin vías de conectividad terrestre.

## Administración

### Municipalidad
La Municipalidad de Quellón para el periodo 2024-2028 es dirigida por el alcalde Claudio Barudy Labrín (Independiente) y el Concejo Municipal conformado por los concejales:
- Natalia Paz Haro Paredes (RN)
- Guillermo Alberto Roa Contreras (PPD)
- Cristián Sady Hueicha Hueicha (RN)
- Francisco Andrés Rubilar Rubilar (PS)
- Ana Gloria Parada Ovando (UDI)
- José Miguel Miranda Vera (Independiente pro PL)

### Representación parlamentaria
Quellón forma parte de la Circunscripción Senatorial XIII y del Distrito Electoral 26. Es representada en la Cámara de Diputados del Congreso Nacional por los siguientes diputados:
- Mauro Daniel González Villarroel (RN)
- Fernando Bórquez Montecinos (Independiente pro UDI)
- Alejandro Javier Bernales Maldonado (PL)
- Héctor David Ulloa Aguilera (Independiente pro - PPD)
- Jaime Sáez Quiroz (FA)

En el Senado, la representan:
- Iván Moreira Barros (UDI)
- Carlos Ignacio Kuschel Silva (RN)
- Fidel Espinoza Sandoval (PS)

## Economía
En 2018, la cantidad de empresas registradas en Quellón fue de 341. El Índice de Complejidad Económica (ECI) en el mismo año fue de -0,07, mientras que las actividades económicas con mayor índice de Ventaja Comparativa Revelada (RCA) fueron Reproducción y Cría de Moluscos y Crustáceos (458,94), Transporte de Carga por Vías de Navegación Interiores (231,06) y Municipalidades (227,66).

## Lugares de interés
La comuna de Quellón alberga el desarrollo de actividades de turismo aventura y turismo de intereses especiales con dos parques naturales: el Parque Tantauco, el cual con una superficie total de 118 mil ha protegidas permite caminar por senderos que van desde 30 minutos de recorrido hasta otros que pueden durar 9 días y el Parque El Pudú, ubicado en el sector rural de Chanco y en donde además de caminar por senderos de bosque nativo se puede desarrollar canopy.
Existe un circuito de miradores en dos importantes humedales: uno de ellos es en el humedal de Huildad, el cual es parte de la RHRAP en la categoría de importancia hemisférica, donde es posible observar aves como: zarapito común, zarapito de pico recto, playero de Baird, cisne de cuello negro y pidén o cotuta, entre otras especies.
El otro humedal donde es posible disfrutar de la red de miradores es en el Humedal de Oqueldán, al oriente de la ciudad de Quellón.
En cuanto a los museos, en Quellón existen dos: El Museo Inchin Cuivi Anti cuyo nombre pretende significar "Nuestro Pasado" explica la cultura y la cultura huilliche, y el Museo Municipal que muestra la historia de la ciudad.
En los alrededores de la ciudad existen varios lugares interesantes de visitar: 
- Punta de Lapas, con una playa de 5 km y un balneario en donde se emplaza el Hito Cero, considerado el comienzo o fin de la Ruta Panamericana.
- Auchac, A 22 km, cuenta con una extensa playa, roquerios, bosques, una iglesia de 1933.
- Compu, tiene una iglesia de madera construida a principios del siglo XX.[29]
- Quellón Viejo (a 4 km), el poblado más viejo que Quellón, cuenta con un cementerio interesante con mausoleos de madera. La iglesia construida a principios del siglo XX representa el estilo típico de Chiloé.
- Yaldad (a 11 km), es un pueblo de los huilliche con aproximadamente 500 habitantes (2002) y una iglesia (Iglesia Jesús de Nazareno) construida a principios del siglo XX representando el estilo típico de Chiloé que fue renovada en 1990.[30]
- Trincao (a 10 km) cuenta con un cementerio interesante y con una iglesia construida en 1920.[31]
- Villa Aytué en la parte alta de la ciudad, proyecto pionero en la provincia de Chiloé de viviendas sociales, siendo la población más grande del sur de Chile planificada, la cual se ha sugerido que sea comuna.

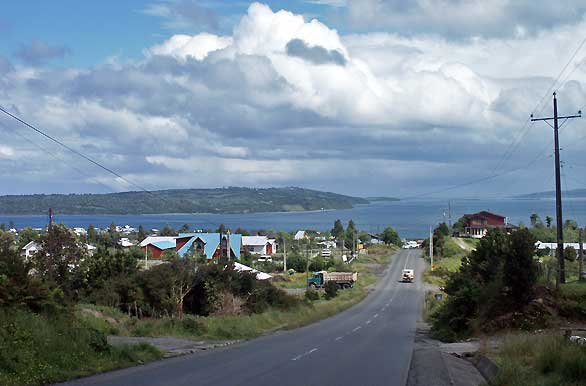
Entrada norte a Quellón
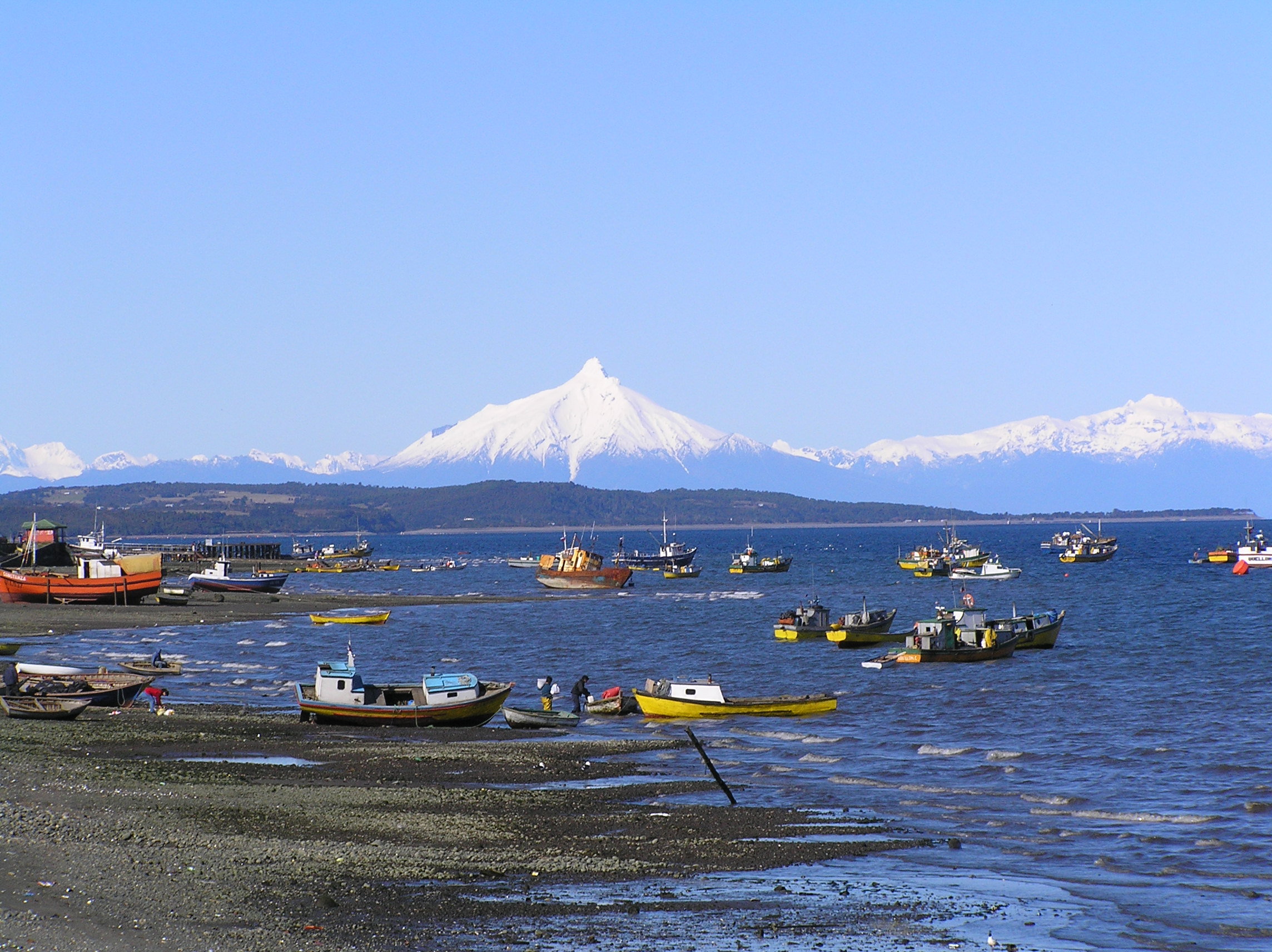
Vista al volcán Corcovado
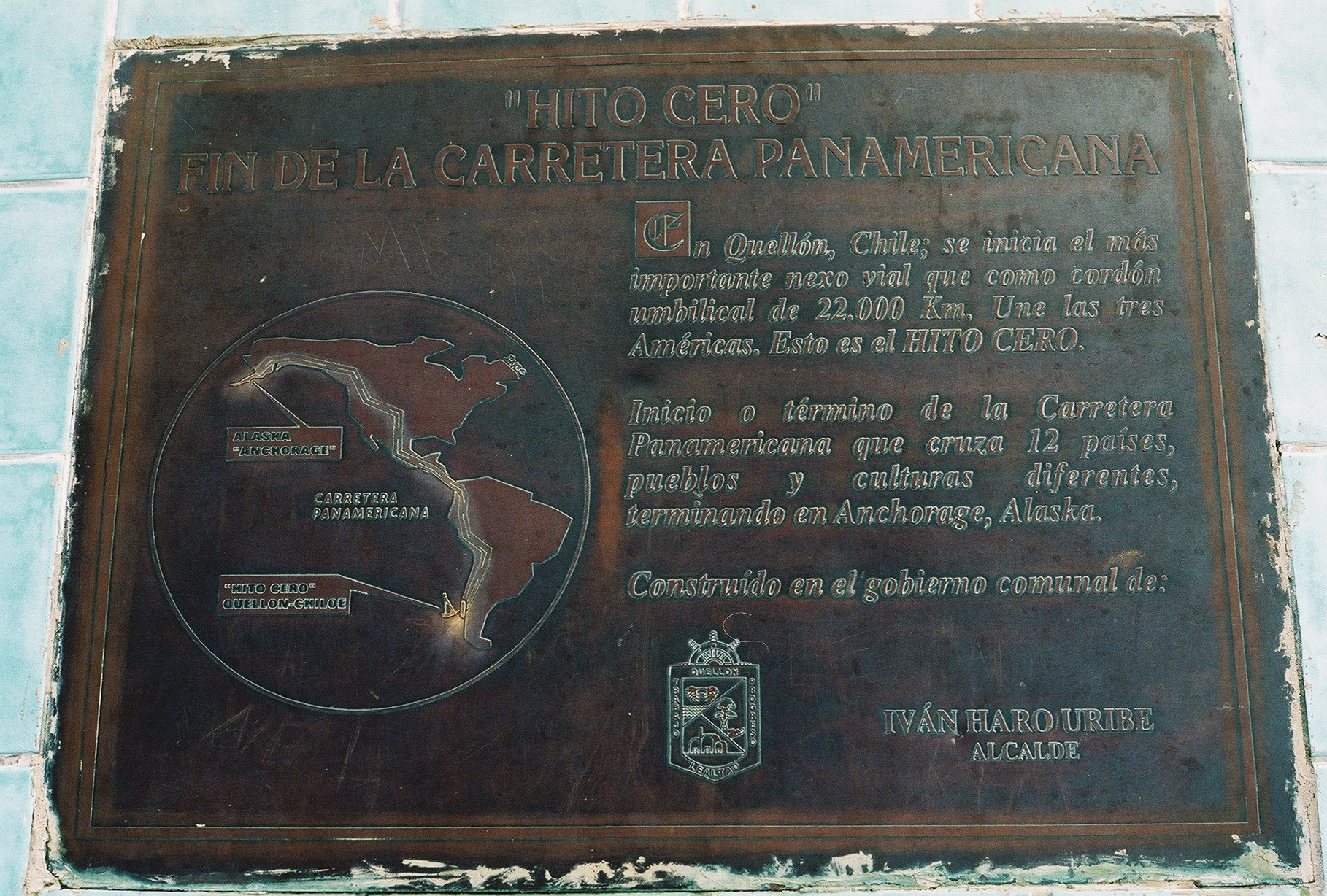
Inicio o fin de la Carretera Panamericana

## Transporte

### Urbano

#### Buses
La ciudad cuenta con dos líneas de buses:
| Recorrido | Inicio      | Fin            |
| --------- | ----------- | -------------- |
| Línea 1   | San Antonio | Punta de Lapas |
| Línea 2   | San Antonio | Punta de Lapas |

#### Colectivos
La comuna no cuenta con un servicio autorizado de taxis colectivos, toda vez que el mal estado de las calles y los taxistas han impedido la licitación correspondiente.

### Transporte intercomunal e interprovincial

#### Buses
La ciudad cuenta con tres terminales de buses principales:
- El Terminal de Buses Municipal, donde operan todas las empresas de minibuses intercomunales, con destinos principales a Castro, Chonchi y Queilén. Además, existen servicios de buses rurales a través de los cuales se puede viajar a localidades cercanas de la comuna, tales como Curanué, Auchac, Santa Rosa, Colonia Yungay, Chaiguao, entre otros.
- El Terminal de Buses Cruz del Sur, de propiedad de Empresas Cruz del Sur, es en donde opera esta empresa y todas sus filiales de buses. Se destacan servicios de buses a Puerto Montt, Osorno, Valdivia, Concepción, Temuco, Santiago, entre otros destinos.
- El Terminal de Buses de la empresa ETM, ofrece servicios de buses de dos pisos a Puerto Montt, Valdivia, Concepción, Talcahuano, Santiago, entre otros destinos.

### Transporte marítimo

#### Naviera Austral
Por medio de la empresa Naviera Austral, existen servicios de transbordo marítimo desde Quellón con destino a Chaitén, Melinka, Puerto Cisnes, Puerto Chacabuco, entre otros destinos.

## Deportes
- El Pedro Montt de Quellón es un club deportivo profesional de baloncesto de Chile, que jugaba en la Liga de Baloncesto del Sur de Chile (LIBSUR), la más alta categoría del baloncesto sureño de Chile. El club fue profesionalizado en 1999, inscribiéndose para participar en la primera edición de dicha liga, consiguiendo finalizar en el 2° lugar de la tabla. Actualmente participa en la Liga Chilota de Baloncesto.
- Club Deportivo Austral de Quellón, es un club fundado el 15 de febrero de 1927.[cita requerida]

## Medios de comunicación

### Radioemisoras
En la ciudad de Quellón existen radioemisoras, en las cuales la mayoría de ellas son locales, y otras provenientes desde fuera de la ciudad. La primera radioemisora que actualmente sigue en funciones es Radio Quellón, fundada el 30 de agosto de 1985
FM
- 88.9 MHz - Radio FM Stylo (Local)
- 89.7 MHz - Radio Caramelo (Ancud)
- 90.3 MHz - Radio FM Vida (Local; Evangélico)
- 92.3 MHz - Radio Nahuel (Local y provincial)
- 93.1 MHz - Radio Siempre FM (Local; Latino)
- 93.7 MHz - Radio Bío-Bío (Puerto Montt, Concepción y Santiago)
- 94.3 MHz - Radio Insular (Ancud)
- 94.5 MHz - Radio 93.5 "La Voz Joven de Quellón" (Liceo Rayen Mapu)
- 95.1 MHz - Radio Al Sur (Puerto Aysén)
- 95.5 MHz - Radio Estación Top (Local)
- 97.5 MHz - Radio Armonía (Santiago; Evangélico)
- 100.5 MHz - Radio Quellón (Local)[Nota 1]
- 102.3 MHz - Radio Estrella del Mar (Castro, Ancud; Católico)
- 103.9 MHz - Radio Positiva (Santiago)
- 105.9 MHz - Radio Voz Del Sur (Local)
- 107.3 MHz - Radio Maranata (Local; Evangélico)

#### Sector Rural
- 107.7 MHz - Radio FM Stylo (Molulco - Compu)

Radioemisoras sin emisión, pero que poseen su concesión vigente
- 90.9 MHz - Radio Puertas Al Cielo (Local; Evangélico)
- 107.7 MHz - Radio Tiempo de Gracia (Local; Evangélico)
- 107.3 MHz - Radio Coihuin (Molulco - Compu)

En ciertos sectores rurales, (excepto en el sector urbano de la ciudad y sus cercanías) se pueden captar radioemisoras provenientes de Queilen, Chonchi, Puqueldón, Castro, Dalcahue, Achao, y Chaitén algunas con cierta dificultad, y otros en buena recepción
Online
- Radio Quellón FM
- FM Stylo
- Radio Voz Del Sur
- FM Vida
- Radio Nahuel (Sección Señal Quellón 92.3)
- Radio Estación Top

### Televisión
El 19 de octubre de 2023, la ciudad de Quellón fue la primera en el país en desarrollar el apagón analógico, en concreto del Canal 2 de la misma ciudad, mediante una ceremonia de la migración a la televisión digital desarrollado en el Cerro Millaldeo, donde se encuentra la antena transmisora. A partir de esa fecha, sólo será sintonizable por la señal 21.1 de la televisión digital terrestre. El 21 de marzo de 2024 al mediodía, TVN procedió a apagar su transmisor analógico en la señal 8, poniendo fin a su servicio de televisión analógica que fue inaugurado en 1979, a partir de entonces, será solo sintonizable también en televisión digital terrestre por la señal 8.1 (34 UHF). Al dia siguiente fueron el turno de las señales de Canal 13 y Chilevisión, las cuales solo se emiten en la señal digital.

#### TDT
- 4.1 - Chilevisión HD
- 4.2 - UChile TV
- 4.31 - Chilevisión One Seg
- 5.1 - Canal 13 HD
- 5.2 - T13 En Vivo
- 5.31 - Canal 13 One Seg (Sin emisión Actualmente)
- 8.1 - TVN HD
- 8.2 - NTV
- 8.31 - TVN One Seg
- 21.1 - Canal 2 Quellón HD
- 21.2 - Hito Cero TV
- 21.3 - FM Stylo
- 21.31 - Canal 2 Quellón One Seg (sin emisión actualmente)

De la misma forma que las radios, se podrán sintonizar los canales de televisión digital provenientes desde Queilén, Chaitén y Castro, (captables sólo fuera de la zona urbana)

#### En línea - IPTV
- Hito Cero Televisión
- Canal 2 Quellón
- TV Nahuel (Radio Nahuel)
- VIDATV (FM Vida)

Por medio de cableoperadores, IPTV, y TV Satelital, se podrá sintonizar no solamente los canales nacionales restantes como Mega, La Red, TV+ y Telecanal, sino que también otros canales regionales, nacionales y extranjeros.

### Medios digitales y locales
- La Estrella de Chiloé (Diario Provincial)
- El Insular (Diario Provincial)
- La Opinión de Chiloé (Medio Digital)
- Central Omega Quellón (Página relacionado al reporte de emergencias)
- Amor Chilote Radio (Medio Digital)
- Quellón TV (Medio digital)
- El Quellonino (Medio digital)
- Quellón Informa (Medio digital)